# Sylvie Boulanger
Sylvie Boulanger est une commissaire d'expositions, éditrice et chercheuse dans le domaine de l'art contemporain. 

## Biographie
Elle est diplômée de lettres, de l'Institut d'études politiques de Paris et de l'Université Panthéon-Sorbonne Esthétique. De 1984 à 1987, elle est directrice-adjointe du service des Expositions à la direction des Arts plastiques du ministère de la Culture. De 1987 à 1990, elle est chargée du département Art contemporain de l’agence ABCD dirigée par Claude Mollard. En 1990, elle fonde l'agence de production sur la question de l’art en espace public : Art Public Contemporain. De 1997 à 2022, elle dirige le Centre national édition art image (CNEAI),.   
En 2005, elle fonde avec Michael Woolworth, le salon MAD (Multiple Art Days).  
Elle développe des programmes d’exposition, de recherche, de résidence, un programme éditorial et une collection de publications d’artistes (collection FMRA). Elle contribue à des revues telles que Multitudes, ainsi qu'à des séminaires, colloques et laboratoires de recherche, tels que Valuations, à l'École nationale supérieure d'art de Nancy, Imprimer, à l’Institut supérieur des beaux-arts de Besançon Franche-Comté, Édith, à l’École supérieure d'art et design Le Havre-Rouen, le labex ICCA de l'Université Paris-XIII et l'École universitaire de recherche Artec de la ComUE Université Paris Lumières.  

## Publications
- Robert Rauschenberg : exposition, Galerie Fabien Boulakia, Paris, 12 juin-22 septembre 1990, édité sous la direction de Sylvie Boulanger, Paris, Galerie Fabien Boulakia, Le Dernier Terrain Vague, 1 vol. (77 p.) : ill. en noir et en coul., couv. ill. en coul. ; 33 cm, 1990.
- Que l'art sur Vienne : Festival d'art contemporain, Vienne, 1er juillet-31 août 1991, Sylvie Boulanger (dir.), Vienne, Art public contemporain, 16 fiches sous pochette : ill. en coul. ; 30 cm, 1991.
- Tom Carr : orbis : Centre d'Art Santa Mònica, Barcelona 15 juny-31 agost 2000, textes de Joan-Francesc Ainaud, Sylvie Boulanger, Vicenç Altaió, Barcelone, Generalitat de Catalunya, Departament de Cultura, 1 vol. (156 p.) : ill.; 30 cm, 2000.
- L'estampe : le paysage, de Charles-François Daubigny à nos jours, textes de Sylvie Boulanger, Marcus Osterwalder et Alain Poncelet, Ville d'Aulnay-sous-Bois, 46 p. : ill. en noir et en coul. ; 30 cm, 2001.
- Ernest T., Iconic / Letaris, avec Sylvie Boulanger (direction artistique), Sophie Auger (coordination et suivi de fabrication), Philippe Kiehl (son), Paris, CNEAI, 1 cdrom ; 14 x 12,5 cm, 2003.
- Cneai = neuf ans, Sylvie Boulanger (dir.), Chatou, CNEAI, 1 vol. (non paginé) : ill. en coul. ; 30 cm, 2006.
- Transmission dérivée (cneai =), Sylvie Boulanger (préface), Chatou, CNEAI, 1 vol. (33 p.), 30 cm, ill., [2006].
- Sylvie Boulanger, "Question d'inadaptation", in Transmission, Sylvie Boulanger et Yann Moulier-Boutang (dir.), Nice, Villa Arson, Chatou, Centre national de l'estampe et de l'art imprimé, Paris, Éditions Amsterdam, 1 vol. (269 p.) : ill. ; 21 cm, 2007.
- Yona Friedman Manuels, volumes 1, 2, 3, Sylvie Boulanger dir., traduit de l'anglais par Olivier Feltham, Chatou, CNEAI, 3 vol., (200 p., 344 p., 340 p.) ; 29,7 x 21 cm (vol. 1 et 3) et (21 x 29,7 cm (vol.2), 2007-2009.
- Sylvie Boulanger, "Pillage chez les bookmakers", in L'effet papillon : 1989-2007, Véronique Bacchetta (dir.), Genève, Centre d'édition contemporaine, 1 vol. (385 p.) : ill. ; 24 cm, 2008.
- Anne Thurmann-Jajes et Sylvie Boulanger, Manual for artists' publications (MAP) : cataloging rules, definitions, and descriptions, Bremen - Research Centre for Artists' Publications at the Weserburg / Museum of Modern Art ; Ljubljana - Mednarodni grafični likovni center (MGLC) ; Chatou - CNEAI, 1 vol.,  239 p: ill.; 24 cm, 2010.
- Journal scénario, périodique dirigé par Sylvie Boulanger, Chatou, CNEAI, ill. en noir ; 29x37 cm, 2011-
- Salon light, périodique dirigé par Sylvie Boulanger et Charlotte Cheetham, Chatou, CNEAI, ill. en noir ; 29x37 cm, 2011-
- Les images vieillissent autrement que ceux qui les font, Aurélien Mole et Sylvie Boulanger dir., Chatou, Musée Fournaise, 1 vol. (43 p.) : ill. en coul. ; 28 cm, 2012.
- We'll know where when we get there [Enregistrement sonore] / Lee Ranaldo & Leah Singer, interpr. [acc. voc.], performance réalisée et éditée à l'occasion d'une exposition au Centre national de l'estampe et de l'art imprimé de Chatou, du 8 février au 3 mai 2009, notice de Sylvie Boulanger, pochette et illustrations de Lee Ranaldo & Leah Singer, CNEAI, 1 disque : 33 t ; 30 cm + 1 f. de pl., 2013.
- Sylvie Boulanger, "Le droit de comprendre", in BLVD Garibaldi : variations sur Yona Friedman, Paris, a.p.r.e.s éditions, CNAP, 1 vol. (117 p.) : ill. en coul. ; 19 cm, 1 DVD vidéo monoface simple couche (48 min) : coul. (PAL), son., 2014[9].
- Sylvie Boulanger, « One publishes to find comrades », in Ana Soler Baena, Anne Heyvaert, Kako Castro, Alberto Valverde, Dx5 Digital & Graphic Art Research et al., Multiple[x] : complejidad y sostenibilidad, Barcelone, Comanegra, 1 vol. (22 p.), 17 x 23 cm, 2015.
- Sylvie Boulanger, « La recherche en art, avec accusé de réception », in Culture et Recherche, n° 130, La recherche dans les écoles supérieures d'art, hiver 2014-2015, ministère de la Culture et de la Communication, 2015.
- Yona Friedman, The human being explained to aliens/L'humain expliqué aux extra-terrestres, [traduit de l'anglais par Max Louis Raugel], Sylvie Boulanger (postface), [Paris], Éditions de l'Éclat, Chatou, Cneai, 1 vol. (1311 p.), 18 cm, ill., 2016.
- 1977. une exposition du 40e anniversaire du Centre Pompidou du 1er avril au 30 juin [2017], Yann Chateigné Tytelman (Commissaire d'exposition), Tiphanie Blanc (Commissaire d'exposition), Sylvie Boulanger (Commissaire d'exposition), Vélizy-Villacoublay, Micro Onde, Centre d'art contemporain de l'Onde, 1 vol. (45 p.) - feuillets mobiles supplémentaires, 23 cm, ill., 2017.
- Didier Clain, The Tattoo Studio, sous la direction éditoriale de Sylvie Boulanger, graphisme de Martin Desinde, Pantin, CNEAI, avec le soutien de l’Artothèque départementale de la Réunion, 14 x 21 cm, 62 p., 2017.
- Yona Friedman, Un habitant indiscipliné, dirigé par Sylvie Boulanger et réalisé par Gilles Le Mao, [Paris], co-production CNEAI et La Huit, 2 DVD vidéo monofaces toutes zones (2 h 30 min, 2 h 54 min) : 4/3 et 16/9, coul. (PAL), son., stéréo, 2017.
- Jef Geys, 234, dirigé par Sylvie Boulanger, coédition CNEAI, Keymouse editions, 21 x 29,7 cm, 68 p., 2017.
- Belle Vue – Contrechamp d’un paysage artistique luxurieux, édité par Sylvie Boulanger, en collaboration avec Pauline Assathiany, Élise Gérardin et Lou von der Heyde. Design graphique par Martin Desinde. Texte scénario par Serge Elleinstein, Paris, CNEAI, 24 x 17 cm, 272 p., 2022.